# Eddie Theobald
Eddie Theobald (Paola, 1940. szeptember 28. – 2010. március 26.) válogatott máltai labdarúgó, középpályás, edző. Az év máltai labdarúgója (1967, 1971). Testvére Louis Theobald (1938–2025) válogatott labdarúgó.

## Pályafutása

### Klubcsapatban
1961 és 1972 között a Hibernians labdarúgója volt. A Hibernians csapatával két bajnoki címet és három máltaikupa-győzelmet ért el. Kétszer választották az év máltai labdarúgójának (1967,1971).

### A válogatottban
1961 és 1972 között 18 alkalommal szerepelt a máltai válogatottban és két gólt szerzett.

### Edzőként
1981–82-ben a Hibernians vezetőedzőjeként dolgozott.

## Sikerei, díjai
- Az év máltai labdarúgója (1967, 1971)

 Hibernians
- Máltai bajnokság
  - bajnok (2): 1966–67, 1968–69
- Máltai kupa
  - győztes (3): 1962, 1970, 1971